# Euploea simillima
Euploea simillima är en fjärilsart som beskrevs av Moore 1883. Euploea simillima ingår i släktet Euploea och familjen praktfjärilar. Inga underarter finns listade i Catalogue of Life.